# Рукель
Руке́ль — село в Дербентском районе Республики Дагестан.
Образует муниципальное образование «село Рукель» со статусом сельского поселения, как единственный населённый пункт в его составе.

## География
Селение расположено на склоне горы Джалган, в 15 км к юго-западу от города Дербент. В составе населённого пункта выделяется микрорайон Нижний Рукель, расположенный в 5 км к востоку от основной части села, у подножья горы Джалган.

## Этимология
Топоним Рукель по словам местных жителей означает «созвездие» («Улкер, Улкерлер»).

## История
Древнейшие могилы вблизи Рукеля датируются концом VII века н. э. Учёные связывают основание и заселение села с арабским завоеванием Кавказской Албании. По другой версии Рукель был основан как крепость в период перехода власти в Арабском халифате от Омейядов к Аббасидам около 750 года, для усиления контроля над Дербентом и окрестными территориями. 
После распада халифата Рукель вместе с Дербентом долгое время находился в составе Ширвана. В XVI веке Ширван был завоёван Сефевидами. После Второй турецко-персидской войны село временно перешло под контроль Османской империи. 
В 1806 году Российская империя аннексировала прикаспийские районы современных Дагестана и Азербайджана. Гюлистанский договор 1813 года закрепил вхождение Дербентского ханства в состав России. Рукель стал центром участка Кайтаго-Табасаранского округа Дагестанской области.
В 1918—1920 годах, в ходе Гражданской войны село многократно переходило из рук в руки: войска Бичерахова, Деникина, Нури-паши и Красной Армии попеременно овладевали селом.
После установления советской власти, стали образовываться крестьянские объединения. В 1929 году был создан Рукельский колхоз (в 1965 году преобразован в совхоз). В 1927 году была построена первая светская школа, в 1936 году — сельский клуб. В годы Великой Отечественной войны из 210 ушедших на фронт рукельцев вернулись только 90, из них 30 вернулись инвалидами.

## Население
| 1895  | 1926  | 1939  | 1970  | 1989  | 2002  | 2010  |
| ----- | ----- | ----- | ----- | ----- | ----- | ----- |
| 1203  | ↘1109 | ↗1313 | ↗1757 | ↘1756 | ↗2683 | ↗2746 |
| 2012  | 2013  | 2014  | 2015  | 2016  | 2017  | 2018  |
| ↗2803 | ↗2830 | ↗2923 | ↗2979 | ↗3015 | ↗3026 | ↘3025 |
| 2019  | 2020  | 2021  | 2023  | 2024  | 2025  |       |
| ↘3012 | ↗3018 | ↘2938 | ↗2956 | ↗2978 | ↗2995 |       |

Национальный состав
По результатам Всероссийской переписи населения 2021 года:
| Народ         | Численность, чел. | Доля от всего населения, % |
| ------------- | ----------------- | -------------------------- |
| азербайджанцы | 2892              | 98,43 %                    |
| другие        | 46                | 1,57 %                     |
| всего         | 2938              | 100 %                      |

Социально-бытовой уклад жизни рукельцев традиционно основывался на принципе «тухумов» (кланов, родов), заселявших каждый свой отдельный квартал. 
Исследователь Сакинат Гаджиева приводит такие названия родов села, как — Араджи, Гырымлар, Барайлар и Шихлар.
Слово «Араджи», судя по данным информаторов, свидетельствует о его турецком происхождении. Турки якобы появились здесь как миссионеры, открыли школы при мечетях и стали проповедовать ислам. По свидетельству тех же информаторов, в связи с этим тухум ещё в начале XX веке имел ряд привилегий. Его члены, в частности, освобождались от половины садака — налога, собираемого в пользу бедных. Эта льгота не распространялась даже на тухум шейхов-шихлар (святых), предки которых, как религиозные деятели, согласно устной традиции, переселились из Ширвана (селение Шихларкент). Происхождение названия «Гырымлар» жители селения не помнят, но существует поверье, согласно которому если гырымец задумал устроить свадьбу или другое торжество, то жди ухудшения погоды. Наиболее крупным среди тухумов Рукеля считался Барайлар, об истории которого не сохранилось никаких сведений
.
Первыми жителями села были арабы, пришедшие сюда вместе с войсками халифата. К их потомкам относят себя представители тухума Гаджилар. На рубеже IX—X веков появились тюркские племена, основавшие квартал Шихлар. Миграция в село продолжалась и в период персидского господства. В короткий период османского владычества в селе появились крымские татары, ныне представители тухума Татарлар. В XVII веке в селе имелось и еврейское население, о чём свидетельствует средневековое иудейское кладбище неподалёку от села.
В конце XIX века в селе проживали таты и горские евреи.
По материалам всесоюзной переписи населения 1926 года по Дагестанской АССР, в населённом пункте Рукель Рукельского сельсовета Дербентского округа проживало 1109 жителей: тюрков (азербайджанцев) — 1094 человек (216 хозяйств), лезгин — 15 человек (2 хозяйства).

## Хозяйство села
После установления царской власти, прежние феодальные отношения формально сохранились. Население Рукеля продолжало считаться райятами, то есть податным крестьянством, зависимым от бека. Крестьяне Дагестанской области были освобождены от повинностей и податей особым указом 1913 года. Традиционными занятиями жителей Рукеля являлось отгонное скотоводство, а также виноградарство, земледелие и ковроткачество. В XIX веке большую роль в экономике села играла добыча соли в соседних соляных озёрах, на которую рукельцы долгое время сохраняли монополию. Соль перепродавалась в соседние лезгинские и табасаранские сёла взамен на зерно. С развитием экономики в дореволюционную эпоху население села потянулось за заработками в Дербент и Баку.
В 1924 году была основана ковровая фабрика, однако в настоящее время ковроткачество продолжает существовать в основном в домашних условиях.
Близ села имеются месторождения пильного камня и хлорнатриевых минеральных вод.